# Honningsvåg
Honningsvåg est une ville de Norvège, située sur la côte sud-est de l'île de Magerøya dans le comté de Finnmark. Il s'agit de la dernière ville avant le Cap Nord situé au nord-ouest à plus de 22 km à vol d'oiseau.
Elle n'a pas un statut de kommune à part entière, mais est une localité rattachée à la commune de Nordkapp.
Elle se trouve également à mi-distance entre le Pôle Nord (2 110 km) et Oslo (2 119 km).
Sa population était 2 436 habitants en 2012 réparti sur une superficie de 1,21 km2.
La localité dispute le statut de la ville la plus septentrionale au monde avec celle de Hammerfest située à plus de 90 km à vol d'oiseau au sud-ouest. Si Honningsvåg se situe plus au nord, Hammerfest est cependant la seule qui a plus de 5 000 habitants, ce qui est en principe requis pour être considéré comme « ville » en Norvège.
Honningsvåg est un port qui accueille une escale du Hurtigruten (« express côtier ») et de nombreux paquebots de croisière durant l'été. Avant l'inauguration du tunnel du Cap-Nord, des ferrys assuraient également la liaisons entre le port de Honningsvåg et celui de Kåfjord. L'armement des bateaux de pêche et les activités liées à la congélation du poisson se sont aussi développées.
La ville est également dotée d'un aéroport.

## Climat
| Mois                                  | jan.     | fév.       | mars     | avril     | mai     | juin    | jui.    | août    | sep.    | oct.    | nov.     | déc.     | année    |
| ------------------------------------- | -------- | ---------- | -------- | --------- | ------- | ------- | ------- | ------- | ------- | ------- | -------- | -------- | -------- |
| Température minimale moyenne (°C)     | −4,1     | −4,3       | −3,1     | −1,1      | 2,6     | 6,3     | 9,2     | 9       | 6,6     | 2,3     | −0,9     | −2,4     | 1,7      |
| Température moyenne (°C)              | −2,5     | −2,9       | −1,7     | 0,4       | 4,2     | 7,7     | 10,7    | 10,7    | 8       | 3,6     | 0,5      | −1       | 3,1      |
| Température maximale moyenne (°C)     | −1       | −1,4       | −0,3     | 1,9       | 5,5     | 9,4     | 12      | 12,4    | 9,5     | 4,6     | 1,8      | 0,5      | 4,6      |
| Record de froid (°C) date du record   | −19 1986 | −17,2 2012 | −14 1987 | −11 1988  | −6 1991 | −1 1985 | 3 1987  | 1 2020  | −2 1986 | −7 1988 | −13 2002 | −12 1995 | −19 1986 |
| Record de chaleur (°C) date du record | 9 1988   | 9,5 2012   | 8 1998   | 12,5 2016 | 20 2010 | 25 1989 | 27 1999 | 24 1994 | 19 1997 | 13 1987 | 12 2006  | 8 2007   | 27 1999  |
| Précipitations (mm)                   | 86       | 69         | 62       | 54        | 41      | 42      | 45      | 52      | 62      | 83      | 77       | 92       | 765      |